# 圣博桑
圣博桑（法語：Saint-Baussant，法語發音：[sɛ̃ bosɑ̃]）是法国默尔特-摩泽尔省的一个市镇，属于图勒区。

## 地理
圣博桑（48°53'33"N, 5°47'32"E）面积8.92 平方千米，位于法国大東部大區默尔特-摩泽尔省，该省份为法国东北部内陆省份，是洛林的一部分，北邻比利时、卢森堡，北起顺时针与摩泽尔省、下莱茵省、孚日省和默兹省接壤。
与圣博桑接壤的市镇（或旧市镇、城区）包括：埃塞和迈兹赖、弗利雷、塞什普雷、拉艾维尔。

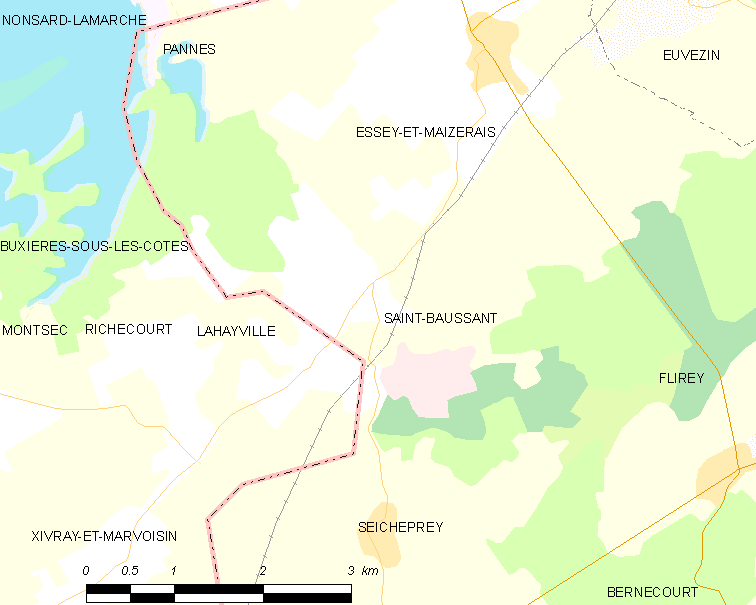
圣博桑的OSM定位图

圣博桑的时区为UTC+01:00、UTC+02:00（夏令时）。

## 行政
圣博桑的邮政编码为54470，INSEE市镇编码为54470。

## 政治
圣博桑所属的省级选区为北图卢瓦县。

## 人口

1962-2008年间圣博桑人口变化图示

圣博桑于2022年1月1日时的人口数量为65人。